# The Singles 86-98
The Singles 86>98 es una compilación en dos discos de sencillos del grupo inglés de música electrónica, Depeche Mode, publicada en 1998.
Como su nombre indica contiene todos los sencillos del grupo desde 1986 hasta 1997, además de una canción de ese año.
Su creación obedeció a que desde 1985 no existía un compilado de canciones de Depeche Mode, aunque llama la atención que sea una colección de sencillos, no de éxitos. En complemento se republicó en ese año la recopilación The Singles 81>85.
Con motivo del material, Depeche Mode realizó la breve gira The Singles Tour durante 1998 con el baterista Christian Eigner y el teclista Peter Gordeno como músicos de apoyo. Fue la única ocasión en que el grupo realizó una gira con un disco recopilatorio.

## Listado de canciones
La colección apareció en cuatro formatos, el estándar en doble disco compacto, en triple disco de vinilo, en doble minidisco de Sony y en casete de cinta magnética de audio. Posteriormente y en la actualidad se le encuentra en streaming.

### Edición enCD
| Disco 1 |                                                  |          |  |
| N.º     | Título                                           | Duración |  |
| 1.      | «Stripped» (1986)                                | 3:51     |  |
| 2.      | «A Question of Lust» (1986)                      | 4:30     |  |
| 3.      | «A Question of Time» (Remix, 1986)               | 4:00     |  |
| 4.      | «Strangelove» (1987)                             | 3:47     |  |
| 5.      | «Never Let Me Down Again» (1987)                 | 4:22     |  |
| 6.      | «Behind the Wheel» (Remix, 1987)                 | 4:02     |  |
| 7.      | «Personal Jesus» (1989)                          | 3:46     |  |
| 8.      | «Enjoy the Silence» (1990, ligeramente distinta) | 4:16     |  |
| 9.      | «Policy of Truth» (1990, ligeramente distinta)   | 5:14     |  |
| 10.     | «World in My Eyes» (1990)                        | 3:57     |  |

| Disco 2 |                                                      |          |  |
| N.º     | Título                                               | Duración |  |
| 1.      | «I Feel You» (1993)                                  | 4:35     |  |
| 2.      | «Walking in My Shoes» (1993)                         | 5:02     |  |
| 3.      | «Condemnation» (Paris Mix, 1993)                     | 3:23     |  |
| 4.      | «In Your Room» (Zephyr Mix, 1994)                    | 4:50     |  |
| 5.      | «Barrel of a Gun» (1997)                             | 5:27     |  |
| 6.      | «It's No Good» (1997)                                | 5:59     |  |
| 7.      | «Home» (1997)                                        | 5:46     |  |
| 8.      | «Useless» (Remix, 1997)                              | 4:53     |  |
| 9.      | «Only When I Lose Myself»                            | 4:41     |  |
| 10.     | «Little 15» (1988)                                   | 4:13     |  |
| 11.     | «Everything Counts» (1989, en directo del álbum 101) | 6:38     |  |

Las primeras 100,000 copias de la edición en CD para USA, contenían un tercer disco promocional con remezclas. Las versiones estándar con dos y limitada con tres discos, incluían pegatinas en la parte frontal de la caja, detallando los contenidos de cada edición.

| Tercer disco en ediciones limitadas |                                           |          |  |
| N.º                                 | Título                                    | Duración |  |
| 1.                                  | «Rush» (Wild Planet Mix)                  | 6:23     |  |
| 2.                                  | «Enjoy the Silence» (The Quad: Final Mix) | 15:25    |  |
| 3.                                  | «World in My Eyes» (Safar Mix)            | 8:29     |  |
| 4.                                  | «Dangerous» (Hazchemix Edit)              | 3:01     |  |

### Edición enLP
Desde 1993 todos los discos de Depeche Mode se continuaron editando en Europa también en formato de disco de vinilo. En el caso de The Singles 86>98 la versión en LP resultó notablemente distinta pues presentó no en dos sino en tres discos que contienen las 21 canciones de la colección y cuyos lados están ordenados alfabéticamente del A al F, aunque numerados los temas del 1 al 21.
Disco 1
| Lado A |                              |          |  |
| N.º    | Título                       | Duración |  |
| 1.     | «Stripped»                   | 3:51     |  |
| 2.     | «A Question of Lust»         | 4:30     |  |
| 3.     | «A Question of Time» (Remix) | 4:00     |  |
| 4.     | «Strangelove»                | 3:47     |  |

| Lado B |                            |          |  |
| N.º    | Título                     | Duración |  |
| 5.     | «Never Let Me Down Again»  | 4:22     |  |
| 6.     | «Behind the Wheel» (Remix) | 4:02     |  |
| 7.     | «Personal Jesus»           | 3:46     |  |
| 8.     | «Enjoy the Silence»        | 4:16     |  |

Disco 2
| Lado C |                       |          |  |
| N.º    | Título                | Duración |  |
| 9.     | «Policy of Truth»     | 5:14     |  |
| 10.    | «World in My Eyes»    | 3:57     |  |
| 11.    | «I Feel You»          | 4:35     |  |
| 12.    | «Walking in My Shoes» | 5:02     |  |

| Lado D |                             |          |  |
| N.º    | Título                      | Duración |  |
| 13.    | «Condemnation» (Paris Mix)  | 3:23     |  |
| 14.    | «In Your Room» (Zephyr Mix) | 4:50     |  |
| 15.    | «Barrel of a Gun»           | 5:27     |  |

Disco 3
| Lado E |                   |          |  |
| N.º    | Título            | Duración |  |
| 16.    | «It's No Good»    | 5:59     |  |
| 17.    | «Home»            | 5:46     |  |
| 18.    | «Useless» (Remix) | 4:53     |  |

| Lado F |                               |          |  |
| N.º    | Título                        | Duración |  |
| 19.    | «Only When I Lose Myself»     | 4:41     |  |
| 20.    | «Little 15»                   | 4:13     |  |
| 21.    | «Everything Counts» (en vivo) | 6:38     |  |

### Edición en MC
La versión en cinta magnética de audio, el formato conocido como MC de MusiCasete, apareció en un solo casete, conteniendo los veintiún temas, los primeros doce en el lado A y los restantes nueve en el lado B. Esta fue sólo para el Reino Unido, aunque actualmente el formato ya no se encuentra disponible.

### Edición enMD
The Singles 86>98 fue de los pocos materiales de DM disponibles en el poco popularizado minidisco digital creado por la casa Sony, en exclusiva para el Reino Unido como los otros discos del grupo que se editaron en este formato. Esta edición contiene los veintiún temas de la colección también en dos minidiscos, distribuidos del mismo modo, como la propia edición estándar en CD.
Esta edición actualmente ya no se encuentra disponible, como el propio formato.

## Sencillo
- Only When I Lose Myself

Es un tema producido por Tim Simenon que originalmente no se incluyó en el álbum Ultra.
Lados B
Adicionalmente, fuera de la compilación The Singles 86>98 aparecieron como lados B en el disco sencillo la canción "Surrender" y el instrumental "Headstar", ambos compuestos también por Martin Gore.

## Créditos
Depeche Mode - Andrew Fletcher, Martin Gore y David Gahan; Alan Wilder fue miembro hasta 1995, por lo que ya no participó en los temas posteriores a esa fecha. Todas las canciones fueron compuestas por Martin Gore.
Los temas Stripped, A Question of Lust y A Question of Time aparecieron originalmente en el álbum Black Celebration de 1986. Fueron producidos por Depeche Mode, Daniel Miller y Gareth Jones.
Los temas Strangelove y Behind the Wheel aparecieron originalmente en el álbum Music for the Masses de 1987. Fueron producidos por Depeche Mode y David Bascombe
Los temas Never Let Me Down Again y Little 15 originalmente aparecieron también en el álbum Music for the Masses de 1987. Fueron producidos por Depeche Mode, David Bascombe y Daniel Miller.
Los temas Personal Jesus, Enjoy the Silence, Policy of Truth y World in My Eyes aparecieron originalmente en el álbum Violator de 1990; I Feel You, Walking in My Shoes, Condemnation e In Your Room aparecieron originalmente en el álbum Songs of Faith and Devotion de 1993. Fueron producidos por Depeche Mode y Flood.
Los temas Barrel of a Gun, It's No Good, Home y Useless aparecieron originalmente en el álbum Ultra de 1997. Fueron producidos por Tim Simenon.
La versión en concierto del tema Everything Counts apareció originalmente en el álbum 101 de 1989. Fue producida por Depeche Mode.
El tema Only When I Lose Myself, producido también por Simenon, es cantado por David Gahan y fue dado a conocer en esta colección.

## The Videos 86>98
El disco The Singles 86>98 apareció también en VHS y DVD con el título de The Videos 86>98, conteniendo los videos promocionales de todas las canciones que componen la colección.
Para el año 2002 se relanzó en dos discos DVD escuetamente retitulado Videos 86>98 +.

## The Remixes 86>98
Para promocionar la colección en Europa, Mute Records publicó como acompañamiento el CD con diez piezas The Remixes 86>98, con remezclas de temas de aquel período de la banda. Esta fue una edición puramente promocional, y no estuvo de venta general al público.
Cabe destacar que este disco adicionalmente se editó también en triple LP.

| The Remixes 86>98 |                                                  |          |  |
| N.º               | Título                                           | Duración |  |
| 1.                | «A Question of Time» (Extended Remix)            | 6:40     |  |
| 2.                | «Strangelove» (Highjack Mix)                     | 6:30     |  |
| 3.                | «Behind the Wheel» (Beatmasters Remix)           | 7:58     |  |
| 4.                | «Everything Counts» (Absolut Mix)                | 6:03     |  |
| 5.                | «Personal Jesus» (Pump Mix)                      | 7:48     |  |
| 6.                | «Enjoy the Silence» (Hands and Feet Mix)         | 6:39     |  |
| 7.                | «Walking in My Shoes» (Grundy Gonads Mix)        | 6:23     |  |
| 8.                | «Rush» (Spiritual Guidance Mix)                  | 5:30     |  |
| 9.                | «Barrel of a Gun» (Underworld Hard Instrumental) | 9:11     |  |
| 10.               | «It's No Good» (Club 69 Future Mix)              | 8:50     |  |

Las remezclas de «Strangelove» y de «Personal Jesus» habían sido incluidas también en la colección japonesa de rarezas X¹+X² de 1990. Posteriormente, algunas de éstas mezclas fueron también incluidas en la colección Remixes 81··04 de 2004.

## Datos
- El booklet del disco cita el dato incorrecto de que Little 15 se publicó sólo en Francia. En realidad se publicó en Europa, aunque no en América.
- Tres años después de su publicación, en el año 2001, el disco y su contraparte The Singles 81>85 se reeditaron como The Singles 81>98.

Es la más importante colección de sencillos de Depeche Mode, porque abarca los temas de su más importante período, su cenit como banda de música, tanto en lo comercial como en lo artístico, esto es, cuando Alan Wilder era el encargado de arreglar las canciones. Por lo demás cumplió también funciones de álbum al embarcarse en una gira demostrando que Depeche Mode era más que sólo Wilder, lo cual en su momento palió el relativo escepticismo con que había sido recibido el Ultra, además, se inauguró así su nueva imagen en el escenario presentándose como quinteto.
La gira se realizó debido sobre todo a que con el álbum Ultra ello no se había hecho.
El material fue tan bien recibido que el único defecto visto en él fue precisamente la falta de los primeros éxitos en su carrera, por lo cual se reeditó la colección complementaria.